# Michel Heßmann
Michel Heßmann (ur. 6 kwietnia 2001 w Münsterze) – niemiecki kolarz szosowy.

## Osiągnięcia
Opracowano na podstawie:

2018
- 1. miejsce w mistrzostwach Niemiec juniorów (jazda indywidualna na czas)
- 1. miejsce w klasyfikacji młodzieżowej Giro della Lunigiana

2019
- 1. miejsce w Trophée Centre Morbihan
  - 1. miejsce na 2. etapie
- 2. miejsce w mistrzostwach Niemiec juniorów (jazda indywidualna na czas)
- 2. miejsce w mistrzostwach Niemiec juniorów (start wspólny)

2020
- 1. miejsce w mistrzostwach Europy (mieszana jazda drużynowa na czas)

2021
- 2. miejsce w mistrzostwach Niemiec U23 (start wspólny)
- 1. miejsce w klasyfikacji górskiej Grand Prix Priessnitz spa
- 3. miejsce w Kreiz Breizh Elites
  - 1. miejsce na 1. etapie (jazda drużynowa na czas)

2022
- 3. miejsce w Tour de l’Avenir

## Rankingi
| Rok             | 2020 | 2021 | 2022 | 2023 |
| --------------- | ---- | ---- | ---- | ---- |
| World Ranking   | 958. | 410. | 371. | 815. |
| UCI Europe Tour | 750. | 337. | 298. | -    |
|                 |      |      |      |      |
| Źródło: UCI     |      |      |      |      |